# Michele Amatore Lobetti
Michele Amatore Lobetti (Cuneo, 7 aprile 1772 – Asti, 21 marzo 1840) è stato un vescovo cattolico italiano, principe della Chiesa di Asti. È stato vescovo di Asti tra il 1832 ed il 1840.

## Biografia
Figlio di una famiglia di mercanti cuneesi, Michele Amatore fece il suo ingresso in Asti il 10 giugno 1832.
L'episcopato del nuovo vescovo fu caratterizzato dal colera del 1835 e la carestia del 1837.
Proprio in questo periodo la giunta comunale deliberò di spostare il cimitero urbano dalla zona dei Varroni a quella esterna nei pressi della chiesetta dei SS.Apostoli, oltre il torrente Borbore.
Angelo Brofferio descrisse il vescovo Lobetti come: "tollerante e bonario e amante della buona cucina".
Si spense il 18 marzo 1840 alle ore 4,30.
Nel suo necrologio, il canonico Grimaldi lo ricorda come:

## Genealogia episcopale
La genealogia episcopale è:
- Cardinale Scipione Rebiba
- Cardinale Giulio Antonio Santori
- Cardinale Girolamo Bernerio, O.P.
- Arcivescovo Galeazzo Sanvitale
- Cardinale Ludovico Ludovisi
- Cardinale Luigi Caetani
- Cardinale Ulderico Carpegna
- Cardinale Paluzzo Paluzzi Altieri degli Albertoni
- Papa Benedetto XIII
- Papa Benedetto XIV
- Papa Clemente XIII
- Cardinale Marcantonio Colonna
- Cardinale Giacinto Sigismondo Gerdil, B.
- Cardinale Giulio Maria della Somaglia
- Cardinale Giacinto Placido Zurla, O.S.B.Cam.
- Vescovo Michele Amatore Lobetti